# でででん
『でででん』は、西武鉄道とアニメ制作会社トムスのコラボレーションによるアニメーション作品。西武鉄道100周年とトムス50周年を記念したオリジナルアニメ。

## 概要
2014年8月にアニメ制作50周年を迎えたトムス・エンタテインメントと、2014年12月に創立100周年を迎えた西武鉄道によるオリジナルコラボレーションアニメで、「日常」をテーマに、主人公である所沢アモルと鉄道にまつわる物語が描かれる。日常の積み重ねにより未来が創られるというコンセプトのもと、長い歴史への感謝が込められている。
2015年2月より、西武鉄道車内の「スマイルビジョン」と駅構内の電子看板「スマイル・ステーションビジョン」で放映されている。アニメの本編は75秒で、全5話を2015年2月23日から12月31日にかけて公開・放映する。モニターは30000系と6000系に設置されている。
キャラクターは動物をモチーフとしてデザインされており、またトムスが過去に制作したアニメへのオマージュも盛り込まれている。舞台は西武鉄道の車内や沿線の街をイメージしている。全編音声なし。Web配信版では全話とも同じBGMが付けられている。
「舞台は西武鉄道の車内や沿線の街をイメージしている」とのことで、第三話では「どうやら石神井公園らしき」ところが舞台で主人公たちは釣をしている。現実の石神井公園では「実際にワニ騒動があった」。また、釣は、場所と利用者を限定（子供に限る）して原則禁止されている。このアニメを理由に釣をしても、都立公園の巡回監視員から注意を受けることになる。

### 配信日
全て2015年に公開。
第1話
- スマイルビジョン配信：2月23日～5月18日
- Web配信：3月22日～
  - アモルは、結婚式の招待客として列車に向かって式場へ向かう。車内でネクタイを結ぼうと試行錯誤していると、向かいに座ってきた女性にネクタイを結んでもらうことになる。しかし、ネクタイを結んでもらう間アモルは終始赤面していた。あとで女性に撮ってもらった写真は、緊張からか非常に苦しそうな顔になっており、女性に笑われてしまった。その後式場でドレス姿のその女性と再会し、再び赤面した。

第2話
- スマイルビジョン配信：5月19日～7月10日
- Web配信：6月7日～
  - アモルが食事処「おさむ」を訪れると、先日の女性が着飾った姿で店に現れ、驚く。二人で同じカレーを注文するが、アモルの口には合わない。一方女性はそのカレーをおいしそうに食べており、店主に親指を立てて絶賛するほどだった。アモルはおいしそうに食べるその姿に見とれてしまい、思わずスプーンを落とす。食後飲み物を飲んでいると、アモルは自分のコップの反対側に口紅が付いていることに気付いた。

第3話
- スマイルビジョン配信：7月11日～10月3日
- Web配信：8月9日～
  - 二人は公園の池に釣りに来ていた。アモルが女性から水筒の飲み物をもらいつつ待っていると、なにやら大物がひっかかった。しかし釣り上げてみると小さなワニで、二人は恐れおののく。結局アモルはワニの口から釣り針を抜いてやり、池へ戻してやった。疲れた表情を見せるアモルに女性が駆け寄り、笑顔で肩を叩いた。

第4話
- スマイルビジョン配信：10月4日～12月6日
- Web配信：10月20日～
  - アモルは列車の中で居眠りをしており、夢を見ている――花火が上がるなか二人は観覧車に乗っていたが、アモルは黙り込んでしまう。しばらくの沈黙の後、アモルは女性についに告白した。戸惑う女性だったが、アモルは立ち上がり、更に言葉を続ける。汗だくになりながら話すアモルに女性は目を輝かせ、更に花火は打ち上がる。

第5話（最終話）
- スマイルビジョン配信：12月7日～12月31日[6]
- Web配信：12月14日～
  - アモルは普段の眼鏡を置いていき、小物入れのようなものを持って眼鏡屋へ赴く。新しい眼鏡と共に向かったのは、女性とのディナーだった。アモルは女性に貰ったセーターを着た後、彼女に新しい眼鏡をかけてみせた。帰路、停留場へ行くと、女性は人影まばらな夜の街を爛々と照らすクリスマスツリーに目を奪われていた。アモルは女性に近付き、自ら手を取って指輪をはめてやった。照れる二人の前を列車が通り過ぎて行く。街には彼ら二人だけだった。

## スタッフ
- 監督：鏑木ひろ
- 副監督：長沼範裕
- キャラクターデザイン：石川佳代子
- 美術監督：青井孝
- 色彩設定：茂木孝浩
- 色指定：水野愛子
- 撮影監督：大泉鉱
- 編集：今井大介
- 音楽：S.E.N.S.